# エンタ!SELECTION
エンタ！SELECTION（エンタ!セレクション）は、エンタ!371（スカパー! 371ch）とパンチクラブ（スカパー!e2 291ch、2008年3月末まで）で放送されていたアイドル情報バラエティ番組である。エンタ!371では無料で視聴できる（ノンスクランブル放送）。2003年9月まで放送されていた「きっとまんぞくセレクション」を引き継ぐ形でスタートした。
2010年5月で放送終了。

## 司会者
（番組ではナビゲーターと表記）
- 初代、新妻さとこ（2003年10月-2004年4月）- きっとまんぞくセレクション時代から出演していた。
- 2代目、村上恵梨（2004年5月-2005年3月）
- 3代目、山崎真実（2005年4月-2006年3月）- このころからオープニングの氏名テロップに効果音が使用される。
- 4代目、寺田有希（2006年4月-2007年3月）
- 5代目、高田昌美（2007年4月-5月）
- 6代目、伊藤友里（2007年6月-2008年3月）
- 7代目、西川里美（2008年4月-2009年3月） ここからエンタ!371のみの放送となる。
- 8代目、大江朝美（2009年4月-6月）

2009年7月からは、月替わりで女性アイドルが司会を務めている。
- 逢沢りな（2009年7月）
- 川村ゆきえ（2009年8月）
- 小池里奈（2009年9月）
- 足立梨花（2009年10月）
- 佐武宇綺（2009年11月）
- 桃瀬美咲（2009年12月）
- 横山ルリカ（2010年1月）
- 朝倉あき（2010年2月）
- 日向千歩（2010年3月）
- 秋山莉奈（2010年4月）
- 総集編（2010年5月）

## 内容
前半が、アイドル写真集ランキング（書泉ブックマート調べ）・アイドルDVDランキング（石丸電気SOFT1調べ、 以前はラオックスアソビットシティ）、後半は担当ナビゲーターによって異なる。

## 主なコーナー

### 2007年3月まで
- 新妻さとこ時代、サトコズメモリー
- 村上恵梨時代、恵梨の東京探訪
- 山崎真実時代、ときめきMAMIガイド
- 寺田有希時代、前半は胸キュンカフェ＆スイーツ、後半はHOP CLUB通信（寺田有希もHOP CLUBのメンバー）

### 2007年4月以降
- アイドルビジュアルソフトランキング
- ゲストコーナー（テーマ曲は大塚愛『CHU-LIP』）
- アメーバブログ 女性タレントブログランキング（2007年6月から）
- エンタ!371のオススメ番組紹介

## その他
- 番組のオープニングテーマは、開始当初ザ・コアーズの曲が使用されていた。現在はシザー・シスターズ『ときめきダンシン』。
- 2006年1月には、通常の番組とは別に「エンタ！SELECTION マミと旅する」が放送された。
- 2007年1月放送分は、放送時間を90分に拡大して大阪ロケが放送され、番組にはHOP CLUBの滝口ミラも登場した。
- 2007年8月以降、パンチクラブではスクランブル放送になった（エンタ!371では引き続きノンスクランブル放送）。
- 毎年2月には、写真集とDVDの年間ランキングも発表される。
- パンチクラブでの放送は2008年3月末で終了するため、4月以降はエンタ!371のみの放送となった。